# Bulbine lagopus
Bulbine lagopus, és una espècie de planta herbàcia que pertany a la família de les asfodelàcies, subfamília de les Asphodeloideae, que es troba al sud de l'Àfrica.

## Descripció
Bulbine lagopus és una planta herbàcia perennifòlia, suculenta i geòfita que pot arribar a fer a una grandària entre 0,15 a 0,45 m. Les seves arrels són tuberculoses de fins a 40 cm. N'hi ha un amuntegament de fulles carnoses semicilíndriques des de la base. La inflorescència és en forma de raïm dens de flors grogues a la tija no ramificada. Els seus estams tenen pèls. Els seus fruits són globulars, portat sobre tiges erectes. Les flors floreixen entre els mesos d'agost i desembre.

## Distribució i hàbitat
Bulbine lagopus es distribueix a les províncies sud-àfricanes de KwaZulu-Natal i del Cap Occidental.
Creix a una altitud de 15 a 1080 metres, en pendents rocosos i en planícies.

## Taxonomia
Bulbine lagopus va ser descrita per (Thunb.) N.E.Br. i publicat a Bulletin of Miscellaneous Information, Royal Gardens, Kew 1931(4): 195, a l'any 1931.
Etimologia
Bulbine: prové de la paraula llatina Bulbus, significant una ceba amb bulb. Però aquest nom és enganyós, ja que aquestes plantes no tenen una base bulbosa.
lagopus: epítet
Sinonímia
- Anthericum lagopus Thunb.
- Bulbine caespitosa Baker
- Bulbine graminea Haw.[6]